# Тюменцевский район
Тюме́нцевский райо́н — административно-территориальное образование (сельский район) и муниципальное образование (муниципальный район) в  Алтайском крае России.
Административный центр — село Тюменцево.

## География
Район на северо-западе края. Рельеф равнинный (Приобское плато). Климат континентальный. Средняя температура января −18,4 °C, июля +19 °C. Годовой уровень атмосферных осадков — 380 мм.
Площадь — 2273 км².
На территории района расположено 9 озёр, включая озеро Горькое, протекают реки Черемшанка, Крутишка, Кулунда, Солоновка, проходит Кулундинский магистральный канал. Почвы — выщелоченные чернозёмы.
К природным богатствам района относятся два ленточных бора: Кулундинский и Баевский. Растут сосна, берёза, боярышник, осина, черёмуха, ива, облепиха, калина. Обитают из зверей — лось, косуля, рысь, барсук, колонок, корсак, бобр, ондатра, заяц-русак; из птиц белая и серая утка, белые и серые гуси, тетерев, косачи, куропатки.

## История
Дата образование района — 12 сентября 1924 года. 15 января 1944 года 8 сельсоветов Тюменцевского района были переданы в новый Шелаболихинский район.
В Ленточном бору Тюменцевского района находится насыпь железной дороги Колчака. В посёлке Заводском до сих пор сохранился деревянный манеж, построенный купцом Винокуровым, один из немногих до сих пор существующих на территории России.

## Население
| 1959    | 1996    | 1997    | 1998    | 1999    | 2000    | 2001    | 2002    | 2003    | 2004    | 2005    | 2006    |
| ------- | ------- | ------- | ------- | ------- | ------- | ------- | ------- | ------- | ------- | ------- | ------- |
| 20 207  | ↘18 900 | ↘18 700 | ↘18 400 | ↘18 300 | ↗18 500 | →18 500 | ↘18 300 | ↘17 862 | ↘17 540 | ↘17 234 | ↘17 003 |
| 2007    | 2008    | 2009    | 2010    | 2011    | 2012    | 2013    | 2014    | 2015    | 2016    | 2017    | 2018    |
| ↘16 732 | ↘16 424 | ↘16 131 | ↘15 695 | ↘15 646 | ↘15 281 | ↘14 891 | ↘14 645 | ↘14 513 | ↘14 386 | ↘14 164 | ↘13 998 |
| 2019    | 2020    | 2021    |         |         |         |         |         |         |         |         |         |
| ↘13 783 | ↘13 454 | ↘11 268 |         |         |         |         |         |         |         |         |         |

### Национальный состав[17]
| национальность | мужчин | женщин | всего  | %    |
| -------------- | ------ | ------ | ------ | ---- |
| русские        | 7 775  | 8 703  | 16 478 | 91,6 |
| немцы          | 553    | 534    | 1 087  | 6,04 |
| украинцы       | 57     | 82     | 139    | 0,77 |
| азербайджанцы  | 40     | 18     | 58     | 0,32 |
| белорусы       | 14     | 19     | 33     | 0,18 |
| татары         | 19     | 11     | 30     | 0,17 |
| узбеки         | 24     | 2      | 26     | 0,14 |
| армяне         | 12     | 4      | 16     | 0,09 |
| итого:         | 8 561  | 9 424  | 17 985 | 100  |

## Административно-муниципальное устройство
Тюменцевский район с точки зрения административно-территориального устройства края включает 14 административно-территориальных образований — 14 сельсоветов.
Тюменцевский муниципальный район в рамках муниципального устройства включает 14 муниципальных образований со статусом сельских поселений:
| №  | Сельское поселение       | Административный центр | Количество населённых пунктов | Население (чел.) | Площадь (км²) |
| -- | ------------------------ | ---------------------- | ----------------------------- | ---------------- | ------------- |
| 1  | Андроновский сельсовет   | село Андроново         | 1                             | ↘388             | 159,57        |
| 2  | Берёзовский сельсовет    | село Берёзовка         | 3                             | ↘952             | 236,28        |
| 3  | Вылковский сельсовет     | село Вылково           | 1                             | ↘1739            | 288,03        |
| 4  | Грязновский сельсовет    | село Грязново          | 1                             | ↘423             | 139,72        |
| 5  | Заводской сельсовет      | посёлок Заводской      | 2                             | ↘512             | 118,70        |
| 6  | Ключевской сельсовет     | село Ключи             | 1                             | ↘464             | 112,41        |
| 7  | Королёвский сельсовет    | посёлок Королёвский    | 2                             | ↘482             | 174,16        |
| 8  | Мезенцевский сельсовет   | село Мезенцево         | 1                             | ↘309             | 88,13         |
| 9  | Новокарповский сельсовет | посёлок Карповский     | 1                             | ↘338             | 118,46        |
| 10 | Тюменцевский сельсовет   | село Тюменцево         | 1                             | ↘4446            | 211,37        |
| 11 | Урывский сельсовет       | село Урывки            | 1                             | ↘288             | 46,03         |
| 12 | Черемшанский сельсовет   | село Черемшанка        | 2                             | ↘516             | 210,91        |
| 13 | Шарчинский сельсовет     | село Шарчино           | 2                             | ↘1452            | 266,23        |
| 14 | Юдихинский сельсовет     | село Юдиха             | 1                             | ↗428             | 70,83         |

### Населённые пункты
В Тюменцевском районе 20 населённых пунктов:
| №  | Населённый пункт | Тип     | Население | Сельское поселение       |
| -- | ---------------- | ------- | --------- | ------------------------ |
| 1  | Андроново        | село    | ↘388      | Андроновский сельсовет   |
| 2  | Берёзовка        | село    | ↘677      | Берёзовский сельсовет    |
| 3  | Вознесенский     | посёлок | ↘90       | Берёзовский сельсовет    |
| 4  | Вылково          | село    | ↘1739     | Вылковский сельсовет     |
| 5  | Грязново         | село    | ↘423      | Грязновский сельсовет    |
| 6  | Заводской        | посёлок | ↘404      | Заводской сельсовет      |
| 7  | Карповский       | посёлок | ↘338      | Новокарповский сельсовет |
| 8  | Ключи            | село    | ↘464      | Ключевской сельсовет     |
| 9  | Королёвский      | посёлок | ↘528      | Королёвский сельсовет    |
| 10 | Кулундинский     | посёлок | ↘114      | Черемшанский сельсовет   |
| 11 | Латкинский       | посёлок | ↗36       | Королёвский сельсовет    |
| 12 | Мезенцево        | село    | ↘309      | Мезенцевский сельсовет   |
| 13 | Свободный        | посёлок | ↘222      | Заводской сельсовет      |
| 14 | Сосновка         | посёлок | ↘330      | Берёзовский сельсовет    |
| 15 | Трубачёво        | посёлок | ↘158      | Шарчинский сельсовет     |
| 16 | Тюменцево        | село    | ↘4446     | Тюменцевский сельсовет   |
| 17 | Урывки           | село    | ↘288      | Урывский сельсовет       |
| 18 | Черемшанка       | село    | ↘465      | Черемшанский сельсовет   |
| 19 | Шарчино          | село    | ↘1590     | Шарчинский сельсовет     |
| 20 | Юдиха            | село    | ↗428      | Юдихинский сельсовет     |

## Экономика
Основное направление экономики — сельское хозяйство. Развито производство зерна, молока, мяса. На территории района находятся маслосырзаводы, мехлесхоз, Государственный племенной конный завод № 39, где выращивают чистокровную породу Орловских рысаков, автотранспортные и бытовые предприятия. Хорошо развита сеть фермерских хозяйств.

## Транспорт
По восточной окраине района проходит автомобильная трасса «Барнаул — Камень-на-Оби».